# Jacobsenia
Jacobsenia ist eine Pflanzengattung aus der Familie der Mittagsblumengewächse (Aizoaceae). Der botanische Name der Gattung ehrt den deutschen Sukkulentenspezialisten und ehemaligen Technischen Leiter des Botanischen Gartens in Kiel Hermann Jacobsen.

## Beschreibung
Die Arten der Gattung Jacobsenia wachsen strauchig mit Wuchshöhen von bis zu 50 Zentimetern oder fast kompakt und werden dann bis zu 15 Zentimeter hoch. Junge Pflanzen wachsen rasenartig. Adulte Pflanzen besitzen aufrechte Triebe mit gestreckten Internodien und kurze Seitentriebe oder sie besitzen einen mehr oder weniger kompakten Habitus, ohne erkennbare Trennung in Kurz- und Langtriebe. Jährlich werden 2 (selten 4) Blattpaare gebildet, die etwa auf einem Fünftel ihrer Länge miteinander verwachsen sind. Die aufrechten oder ausgebreiteten, bis zu 7 Zentimeter langen Laubblätter sind etwas fingerförmig, meist etwas gebogen, oben manchmal etwas abgeflacht und unten manchmal etwas gekielt. Ihr Durchmesser beträgt bis zu 1 Zentimeter. Die verdickten äußeren Zellwände der Epidermis enthalten große, elliptische bis etwas runde Blasenzellen.
Die einzelnen Blüten erscheinen aus dem verwachsenen Teil des zweiten Blattpaares des Jahres, erreichen Durchmesser von bis zu 8 Zentimetern und sitzen endständig an einem 1 bis 7 Zentimeter langen Blütenstiel. Es sind 5 bis 6 Kelchblätter vorhanden. Die Kronblätter sind weiß, hellgelb oder sehr selten rot, wobei die inneren Kronblätter kürzer als die äußeren sind. Fadenförmige Staminodien fehlen meist oder es sind nur sehr wenige vorhanden. Die Staubfäden sind weiß oder gelb gefärbt.
Die Kapselfrüchte sind 5- bis 16-fächrig, erreichen einen Durchmesser von 5 bis 17 Zentimetern und ähneln den Früchten der Gattung Mitrophyllum. Eine Fächerdecke ist vorhanden, Verschlusskörper  hingegen fehlen. Die braunen bis hellbraunen, winzig papillösen Samen sind etwa 0,7 Millimeter lang und 0,5 Millimeter breit.
Die Chromosomenzahl ist {\displaystyle 2n=18}.

## Systematik und Verbreitung
Das Verbreitungsgebiet der Gattung Jacobsenia reicht vom Südwesten des Namaqualandes in der südafrikanischen Provinz Nordkap bis zu den Orten Vanrhynsdorp und Vredendal in der Provinz Westkap. Die Pflanzen wachsen auf felsigen Böden, manchmal auf Schieferriffen oder in lehmigen, stark salzhaltigen Sand. Die jährliche Niederschlagsmenge liegt bei 100 bis 200 Millimeter, wobei der Hauptanteil im Winter fällt.
Die Erstbeschreibung wurde 1954 von Harriet Margaret Louisa Bolus und Gustav Schwantes veröffentlicht. Der Holotypus ist Jacobsenia kolbei. Nach Hans-Dieter Ihlenfeldt (2017) umfasst die Gattung Jacobsenia folgende Arten:
- Jacobsenia hallii L.Bolus
- Jacobsenia kolbei (L.Bolus) L.Bolus & Schwantes
- Jacobsenia vaginata (L.Bolus) Ihlenf.

## Nachweise

## Weiterführende Literatur
- C. Klak, P. Hanáček, P. V. Bruyns: A recircumscription of Jacobsenia (Aizoaceae): Re-instating Drosanthemopsis, with two new quartz-endemics from Namaqualand, South Africa and sinking Knersia. In: South African Journal of Botany. Band 116, 2018, S. 67–81 (doi:10.1016/j.sajb.2018.02.402).